# Pluto (banda)
Pluto é uma banda portuguesa, originária do Porto, formada em 2002 e constituída por Manel Cruz (voz e guitarra), Peixe (guitarra), Eduardo (baixo) e Ruca (bateria).
A banda foi formada em 2002 por Manel e Peixe, após o fim da banda Ornatos Violeta. Em 2004, lançaram seu primeiro álbum, Bom Dia, de onde foi retirado os singles "Só Mais Um Começo" e "Entre Nós". O álbum atingiu a posição 6 na parada musical portuguesa. Em 29 de janeiro de 2022, eles tocarão na sala de espetáculos Maus Hábitos, do Porto.
A sua música aproxima-se de um rock mais cru e pesado em relação ao antigo grupo do vocalista e do guitarrista, os Ornatos Violeta.

## Discografia
- Bom Dia (2004)